# Csákány Rita
Csákány Rita (Budapest, 1963. október 31. –) magyar matematikus.

## Életpályája
1978–1982 között a Budapesti Fazekas Mihály Gyakorló Általános Iskola és Gimnázium diákja volt. 1982-ben részt vett A Nemzetközi Matematikai Diákolimpián a Budapesti Fazekas Mihály Gyakorló Általános Iskola és Gimnázium tanulójaként. 1982–1987 között az Eötvös Loránd Tudományegyetem Természettudományi Kar matematikus szakán tanult; okleveles matematikus lett. 1987–1990 között a Budapesti Műszaki és Gazdaságtudományi Egyetem Építőkari Matematika Tanszékén egyetemi tanársegéd volt. 1990–1998 között a New Jersey-i Rutgers Egyetemen posztgraduális képzésében vett részt; ugyanitt ugyanekkor egyetemi tanársegéd is volt. 1998-ban PhD. fokozatot szerzett a New Jersey-i Rutgers Egyetemen. 1998-tól a Budapesti Műszaki és Gazdaságtudományi Egyetem Számítógéptudományi és Információelméleti Tanszék egyetemi adjunktusa.